# Данте (фудбалер)
Данте Бонфим Коста Сантош познатији као само Данте је бразилски фудбалер који игра за Ницу. Примарна позиција у тиму му је место штопера, раније је играо и на местима задњег везног и левог бека.
Производ је фудбалске школе Жувентуда, после кога је играо за Лил, Шарлоу и Стандард из Лијежа, са којим је освојио белгијско првенство. у јануару 2009, прелази у Борусију Мнхенгладбах, у којој проводи две и по године, пре преласка у Бајерн Минхен за 4,7 милиона евра, са Бајерном је освојио девет домаћих и међународних трофеја.
За репрезентацију Бразила дебитовао је 2013, и те године је освојио Куп Конфедерација, а био је део тима и на Светском првенству 2014.

## Трофеји

### Стандард Лијеж
- Првенство Белгије (1) : 2007/08.
- Суперкуп Белгије (1) : 2008.

### Бајерн Минхен
- Првенство Немачке (3) : 2012/13, 2013/14, 2014/15.
- Куп Немачке (2) : 2012/13, 2013/14.
- Суперкуп Немачке (1) : 2012.
- Телеком куп Немачке (2) : 2013, 2014.
- Лига шампиона (1) : 2012/13.
- УЕФА суперкуп (1) : 2013.
- Светско клупско првенство (1) : 2013.

### Репрезентација Бразила
- Куп конфедерација (1) : 2013.